# Wangunrejo (Margorejo)
Wangunrejo is een bestuurslaag in het regentschap Pati van de provincie Midden-Java, Indonesië. Wangunrejo telt 2207 inwoners (volkstelling 2010).